# Magdalena Ogrodnik
Magdalena Ogrodnik (ur. 25 lipca 1989) – polska lekkoatletka specjalizująca się w skoku wzwyż.

## Życiorys
W 2011 była piąta na mistrzostwach Europy dla zawodników do lat 23 oraz podczas uniwersjady. Reprezentantka kraju w meczach międzypaństwowych. 
Medalistka mistrzostw Polski seniorów ma w dorobku jeden złoty medal (Bydgoszcz 2011). Trzykrotnie zdobywała mistrzostwo Polski młodzieżowców (Bielsko-Biała 2009, Kraków 2010 i Gdańsk 2011). 
Rekordy życiowe: stadion – 1,92 (16 lipca 2011, Ostrawa); hala – 1,86 (30 stycznia 2012, Trzyniec). 

## Osiągnięcia
| Rok  | Impreza                        | Miejsce  | Lokata     | Wynik |
| ---- | ------------------------------ | -------- | ---------- | ----- |
| 2011 | Młodzieżowe mistrzostwa Europy | Ostrawa  | 5. miejsce | 1,92  |
| 2011 | Uniwersjada                    | Shenzhen | 5. miejsce | 1,86  |